# Rivière des Lacs (rivière Kipawa)
Pour les articles homonymes, voir Rivière des Lacs.
La Rivière des Lacs est un affluent de la Baie Chemagan qui constitue un appendice sur la rive nord du lac Kipawa lequel est traversé par la rivière Kipawa. La rivière du Lac coule dans la municipalité de Béarn, dans la municipalité régionale de comté (MRC) de Témiscamingue, dans la région administrative de Abitibi-Témiscamingue, au Québec, au Canada.
La rivière des Lacs coule entièrement en territoire forestier. La principale activité économique de se bassin versant est la foresterie. La surface de la rivière est habituellement gelée de la mi-décembre à la mi-avril.

## Géographie
La Rivière des Lacs prend sa source au lac du Grand Couteau (altitude : 281 m) dont l’embouchure est située à 21,3 km au sud-est du centre du village de Béarn et à 22,9 km à l'est du lac Témiscamingue lequel est traversé vers le sud par la rivière des Outaouais.
Les bassins versants voisins sont :
- côté nord : rivière Laverlochère, rivière McKenzie, rivière des Bois ;
- côté est : Lac Osta-Boningue ;
- côté sud : Lac Kipawa, rivière Kipawa ;
- côté ouest : rivière Lavallée, lac Témiscamingue, rivière des Outaouais.

À partir du lac du Grand Couteau, la rivière des Lacs coule sur 18,6 km selon les segments suivants :
- 2,0 km vers le nord, jusqu’à l’embouchure du lac du Serpent (altitude : 280 m) que le courant traverse sur 1,7 km ;
- 3,8 km vers le nord, jusqu'à l’embouchure du lac Aldor (altitude : 277 m) que le courant traverse sur 3,3 km ;
- 2,6 km vers le nord, jusqu'à l’embouchure du lac Saint-Amand (altitude : 277 m) que le courant traverse sur 1,8 km ;
- 1,4 km vers le nord-est, jusqu'à la confluence de la rivière Saint-Amand ;
- 1,3 km vers le sud-est, jusqu'à la rive nord du lac Moran ;
- 7,5 km vers le sud-est, en traversant le lac Moran (altitude : 260 m) et en recueillant les eaux de la décharge du lac Guay (venant du nord-est), jusqu'à son embouchure[1].

La rivière des Lacs se décharge face à une île, sur la rive nord de la Baie Chemagan (longueur : 3,4 km laquelle se relie à la rive nord-ouest du lac Kipawa par la Passe Chemagan. De là, le courant contourne l’Île aux Bleuets.
Cette confluence de la rivière des Lacs est située dans la municipalité de Béarn, à 33,3 km au sud-est du centre du village de Ville-Marie (ville), à 28,5 km au nord-est de la confluence de la rivière Kipawa avec la rivière des Outaouais.

## Toponymie
Le toponyme « rivière des Lacs » a été officialisé le 5 décembre 1968 à la Commission de toponymie du Québec.